# Obelisco Flaminio

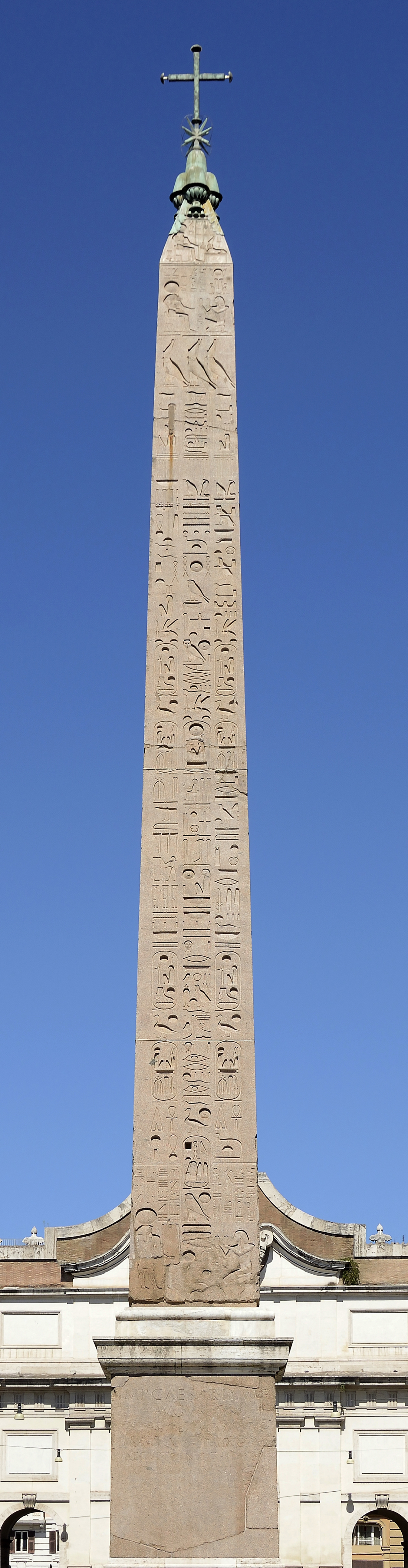
Obelisco Flaminio auf der Piazza del Popolo

Der Flaminische Obelisk (italienisch: Obelisco Flaminio) ist ein ägyptischer Obelisk, der sich in Rom im Zentrum der Piazza del Popolo befindet. Ursprünglich stammt er aus Ägypten, wo er um 1280 v. Chr. in Heliopolis aufgestellt worden war. Von dort wurde er im Jahr 10 v. Chr. nach Rom verbracht und zunächst auf dem Circus Maximus aufgestellt.
Der flaminische Obelisk ist 23,9 Meter hoch, mit Basis und Kreuz insgesamt 36,5 Meter. Er wiegt 263 Tonnen und ist von vier Löwen, ebenfalls im ägyptischen Stil, umgeben. Der Obelisk wurde aus Granit gefertigt und ist an den vier Seitenflächen mit Hieroglyphen versehen.

## Standort Piazza del Popolo

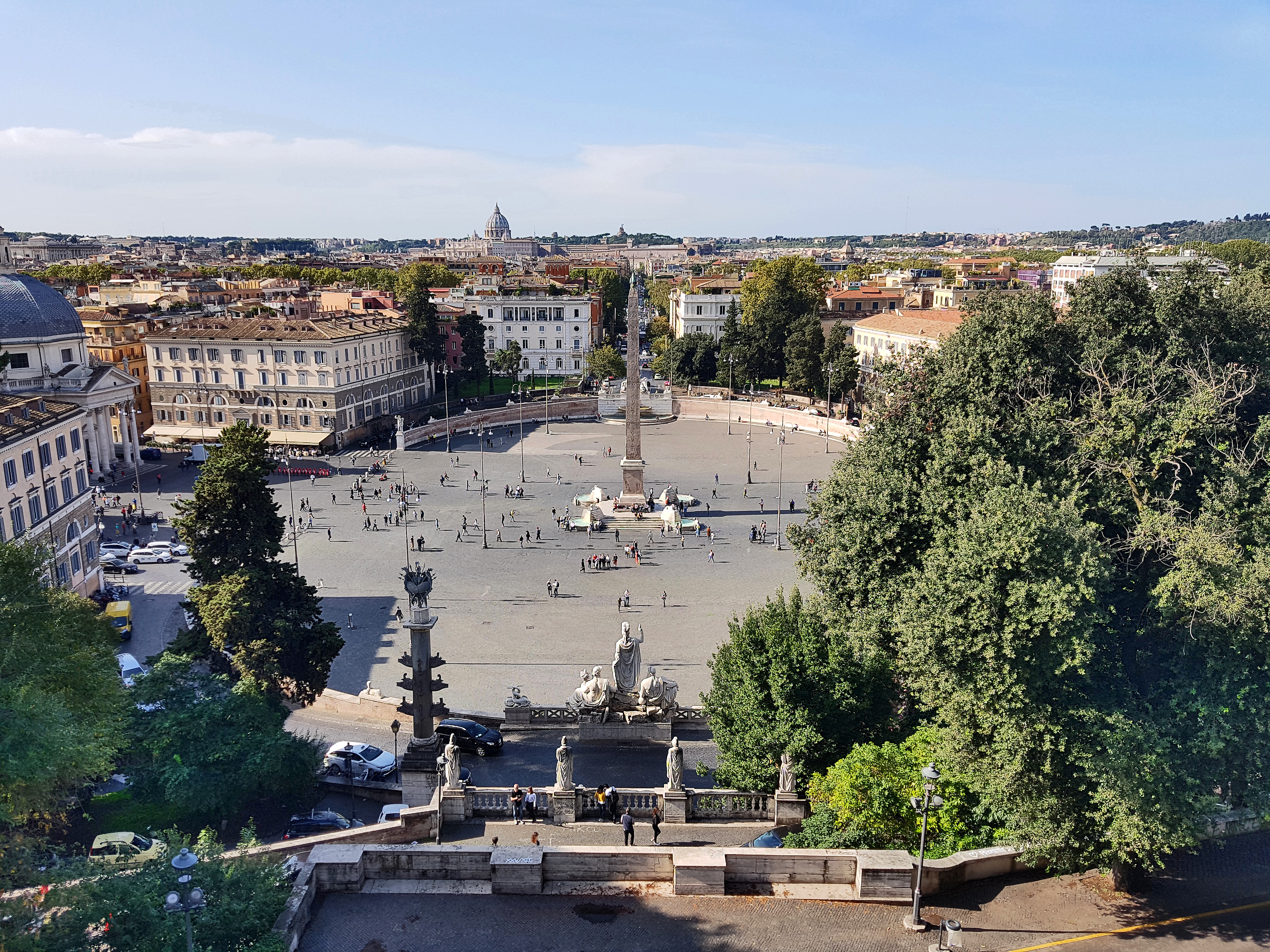
Obelisco Flaminio im Zentrum der Piazza del Popolo

Der flaminische Obelisk ist an seinem heutigen Aufstellort, der ovalen Piazza del Popolo, in ein Ensemble ägyptischer Figuren eingefügt. Auf dem weitläufigen Platz ist er zentriert positioniert und damit entsprechend weit dem Großstadtlärm sowie den Emissionen der Kraftfahrzeuge entzogen.
Umgeben ist der flaminische Obelisk von den fast identischen Barockkirchen Santa Maria dei Miracoli und Santa Maria in Montesanto. Die Kirchen stehen mit dem Obelisken in einer gestalterischen Beziehung, gehören aber weder ganz zum Straßenbild noch zum Platz.

## Aufbau
Bei dem flaminischen Obelisken handelt es sich um einen ägyptischen Obelisken. Diese Steindenkmäler repräsentierten im Altertum die Strahlen des Sonnengottes. Der flamininische Obelisk hat wie die meisten Obelisken einen quadratischen Grundriss, ist an den Seiten flach gehalten und verjüngt sich pyramidenartig nach oben.
Oben auf dem monolithischen Granitpfeiler befindet sich als Schlussstein ein ursprünglich mit Gold bedecktes Pyramidion. Das Pyramidion assoziierten die Ägypter mit dem altägyptischen Benben-Stein, ein pyramidenförmiger göttlicher Stein aus Heliopolis. Beim Obelisken Flaminio ist es eine auffällige Besonderheit, dass er auf einem Unterbau steht, denn nur wenige Obelisken des alten Reiches standen einzeln auf einem monumentalen Unterbau als zentrales Kultobjekt.

## Fertigung in Assuan
In Auftrag gegeben wurde der Obelisk von Sethos I. (regierte 1290–1279 v. Chr.), dem zweiten Herrscher der 19. Dynastie. Der flaminische Obelisk wurde vermutlich in einem Steinbruch in Assuan in seiner Rohform angefertigt. Wie viele andere ägyptische Obelisken wurde der flaminische Obelisk aus dem für den Obelisken typischen rötlichen Granit hergestellt. An einem Steinbruch in Assuan wurde dazu ein langer Graben ausgehoben, um den Monolith horizontal aus dem Fels in einem Stück herauszuarbeiten. Über den letzten Schritt des Prozesses der Abtrennung wird spekuliert. Vermutet wird, dass der Monolith im letzten Schritt von Holzkeilen umrandet wurde, welche mit Wasser übergossen wurden, sodass sie aufquollen und der Monolith sich aus dem Fels ablöste. Allerdings kann dies nicht durch archäologische Befunde nachgewiesen werden. Anzeichen für diese Vermutungen, dass die Bearbeitung der Monolithen durch Einsatz von Wärme, eventuell Feuer, und dem darauffolgenden Ablöschen durch Wasser gelang, entstanden durch archäologische Experimente und Aschefunde. Eine andere Möglichkeit ist die Untermauerung des abgeschlagenen Monolithen, also die Erweiterung des bis dahin begehbaren Grabens an der Felswand. Nach dem Heraustrennen aus dem Felsmassiv wurde der Monolith mit Hebeln angehoben und mit Holz unterlegt. Dieses wurde Stück für Stück fortgeführt, bis die angestrebte Höhe für den Transport ausreichte. Für den Transport wurden am Obelisken Kufen angebracht und mithilfe von hunderten Menschen konnte das Werk fortgezogen werden. Die finale Form des Obelisken wurde meist erst am Aufstellungsort gefertigt. Allerdings wurde der Obelisk so weit vorbereitet, sodass möglichst wenig Gewicht über den langen Transportweg befördert werden musste. Die einfache Entfernung von Assuan bis Heliopolis betrug dabei ungefähr 1500 Kilometer, welche mit dem Schiff über den Nil zurückgelegt wurde.

## Aufstellung in Heliopolis
In Heliopolis wurde der Monolith an seinen Aufstellungsort im Tempel des Sonnengottes, der größten Tempelanlage des damaligen Ägypten, gebracht. Dort wurde er zunächst horizontal aufgelegt und seine drei sichtbaren und zugänglichen Seiten wurden gerichtet und beschriftet. Der Monolith wurde poliert und in seine endgültige Form gebracht. Die drei sichtbaren Seiten wurden noch zu Lebzeiten Sethos´I fertig dekoriert und beschriftet. Die abschließende Fertigstellung der vierten Seite erfolgte im Auftrag seines Sohnes Ramses´II, der nach dem Tod seines Vaters von 1279 bis 1213 v. Chr. regierte.
Nach der Fertigstellung wurde der Obelisk auf einen Sandhügel verbracht und auf einem Rundbalken mittig aufgerichtet. Anschließend wurde angefangen den Sand unter dem Obelisken zu entfernen, damit dieser sich mit der unteren Hälfte auf das Fundament absenkte und Richtung Pyramidion anhob. Durch eine schräge Mauer, die vom Baugrund bis zur Obeliskenbasis reichte, konnte der Obelisk nicht verrutschen. Der übrig gebliebene Sand und die Mauer wurden im Nachhinein entfernt.
Heliopolis war eine altägyptische Stadt in Unterägypten und galt in der altägyptischen Vorstellung als der Ort, in der die Welt entstanden war. Zudem hatte es in der ägyptischen Mythologie eine Bedeutung als Gerichtshof des Sonnengottes Re. Heute liegt Heliopolis auf dem Gebiet der Stadt Kairo im Stadtteil Matariyya. Die Dekoration des flaminischen Obelisken war an den Aufstellungsort im Tempel des Sonnengottes angepasst: Auf allen vier Seiten sind am oberen und unteren Schaft Re, Harachte und die weiteren Sonnengötter Atum und Chepre dargestellt.

## Inschriften

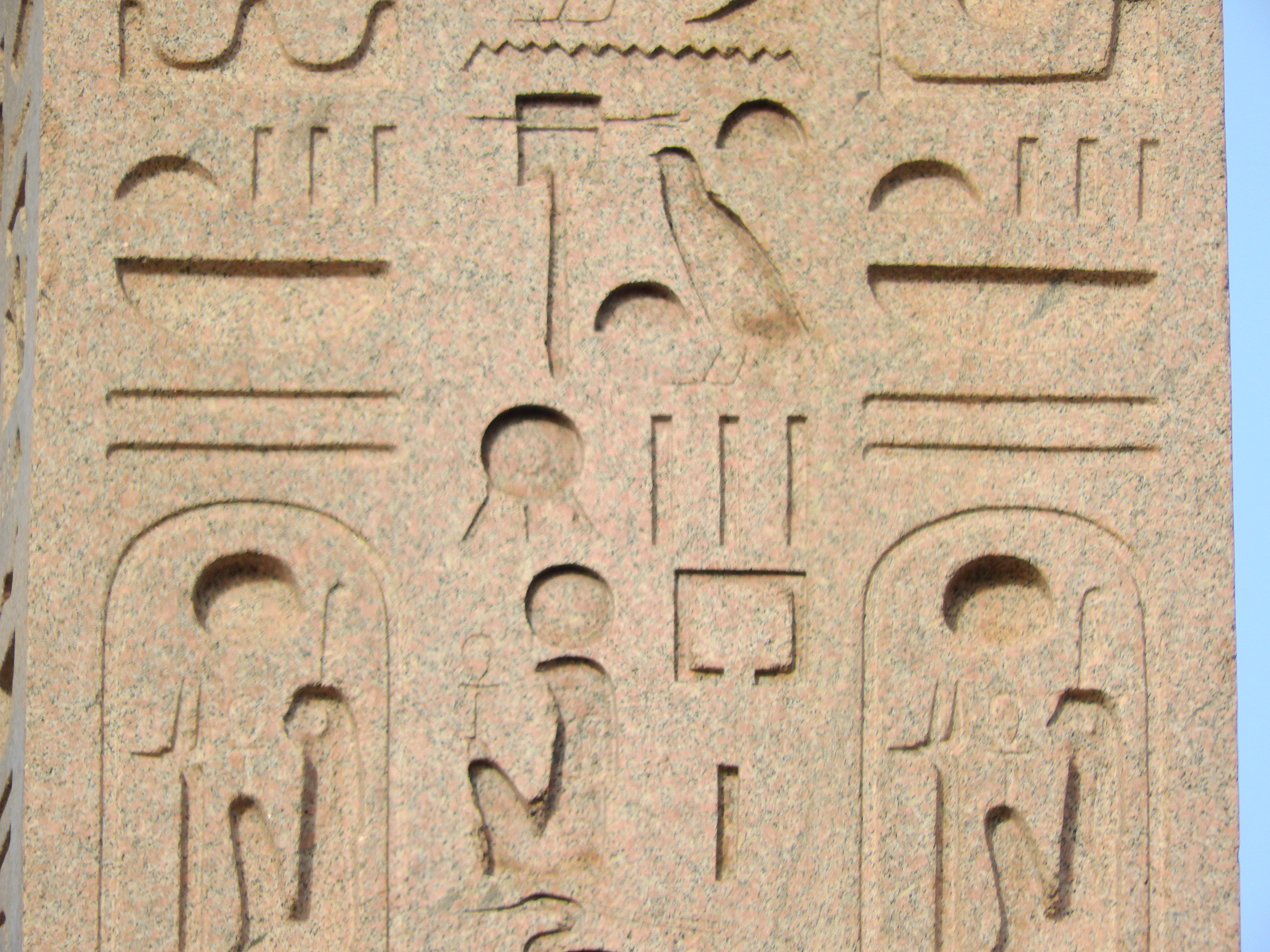
Hieroglyphen Obelisco Flaminio, Ausschnitt I

An den vier Seiten des flaminischen Obelisken befinden sich Weihschriften. Die Anordnung dieser Hieroglyphenschriften folgten festen Regeln. Die vertikal verlaufenden Zeilen der Hieroglyphen sind entweder nach rechts oder links orientiert, was sich zum Beispiel an der Schreit- oder Blickrichtung der Tiere ablesen lässt. Die Schriftzeichen auf dem Obelisken, bei der meist paarweisen Aufstellung vor den Tempeln, zeigten zu den zwischen beiden Monolithen verlaufendem Weg Richtung Tempeleingang. Diese Anordnung der Schriftzeichen ist traditionell fest verankert. Es kann heute noch die Richtung erkannt werden, nach welcher der Obelisk ursprünglich ausgerichtet war. Bei den Schriftzeichen handelt es sich um eine Anrufung des Sonnengottes Re-Harachte, in der auch erwähnt wird, dass Sethos den Obelisken in Heliopolis aufstellen ließ. Es wird über die Thronbesteigung Sethos´I und Ramses´II berichtet.

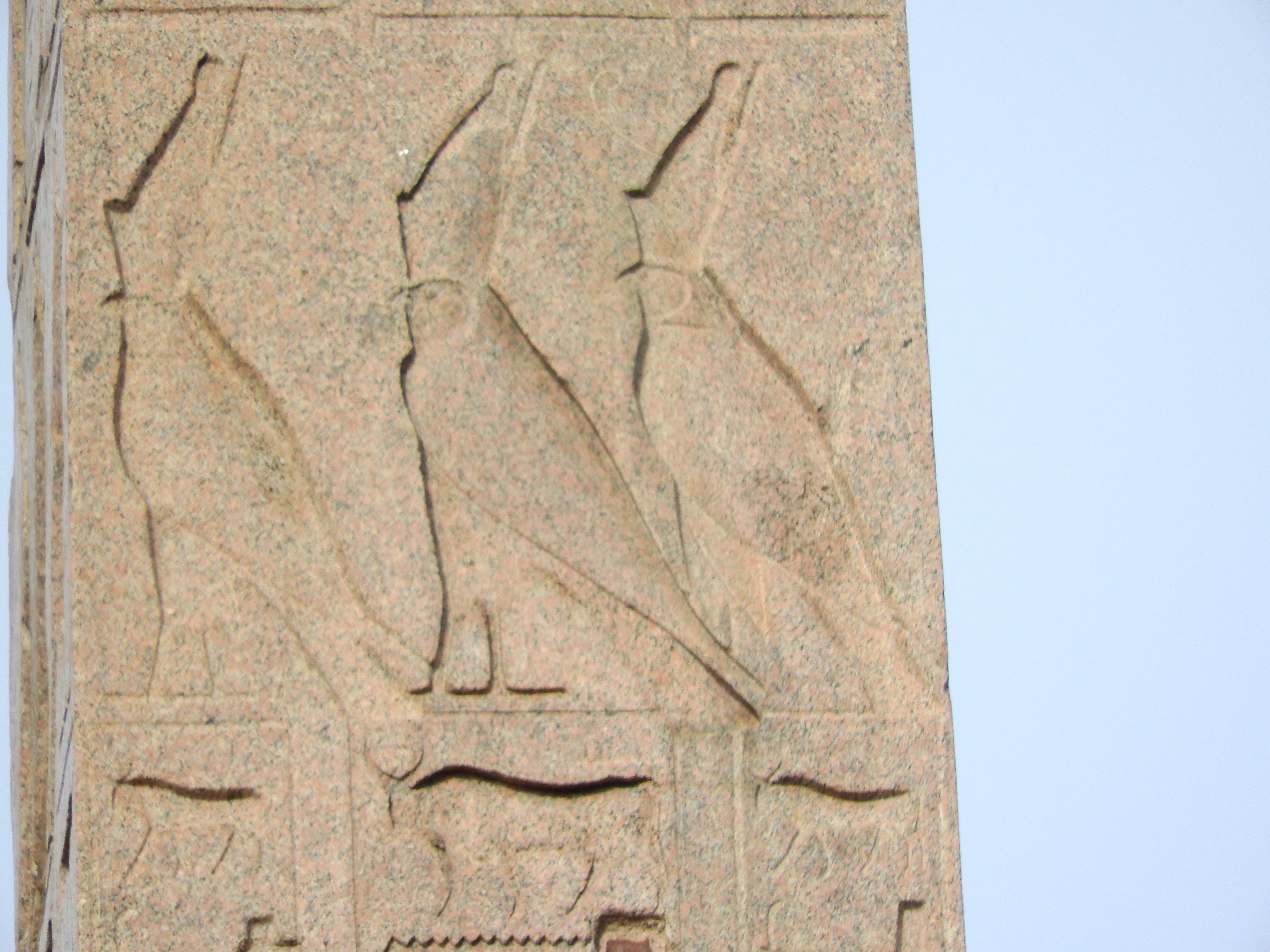
Hieroglyphen Obelisco Flaminio, Ausschnitt II

Nach seinem Transport 10 v. Chr. nach Rom unter Augustus erhielt der Obelisk dann noch lateinische Inschriften, die ihn der Sonne weihten. Die Inschrift auf der Westseite berichtet von seiner früheren Aufstellung im Circus Maximus, seiner Ausgrabung durch Sixtus V. im Jahr 1589 und seiner Neuweihung an das unbesiegte Kreuz. Auf der Ostseite der Basis meldet sich der Obelisk in eigener Sache zu Wort. Zitat: „Augustior (erhabener) freudiger rage ich vor dem heiligen Gotteshaus auf, aus deren jungfräulichem Leib, während Augustus herrschte, die Sonne der Gerechtigkeit aufgegangen ist.“
Die zweite Seite der Basis zeigt noch die Weihschriften aus den Jahren 10/9 v. Chr., die darauf hinweisen, dass Kaiser Augustus den Obelisken, nachdem Ägypten in die Gewalt des römischen Reiches gefallen war, der Sonne zum Geschenk gegeben habe. Vom Hafen aus wurde der Obelisk zunächst liegend in Richtung Rom verbracht.

## Aufstellung in Rom
Nach der Eroberung Ägyptens ließ der römische Kaiser Augustus (63 v. Chr.–14 n. Chr.) den Obelisken 10 v. Chr. unter erheblichem monetären Aufwand als Zeichen seines Sieges nach Rom bringen. Es war der erste von acht Obelisken, der aus Ägypten nach Rom gebracht wurde. Zunächst wurde der Obelisk im Circus Maximus, der größten Wagenrennbahn des antiken Rom, aufgestellt. Im Zentrum des Circus Maximus befand sich die Spina, eine langgestreckte Mauer, die von den Teilnehmern des Rennens umrundet werden musste. Zum Dekor der Spina im Circus Maximus gehörte neben anderen Beutestücken eroberter Völker auch der Obelisco Flaminio. Die Schatten der Obelisken bewegten sich über den Tag, von Sonnenaufgang bis Sonnenuntergang, über die gesamte Wagenbahn hinweg.
Die Aufstellung der aus Heliopolis gebrachten Obelisken war immer ein großes Schauspiel für die Bevölkerung Roms. Der Obelisk wurde anfangs in der Mitte des Circus Maximus aufgestellt. Zunächst lag der Koloss noch auf einer langen Rampe. Über der Mitte des Obelisken wurde ein hoher sehr stabiler Holzturm errichtet, durch den der Obelisk nach oben gezogen werden sollte. Im Holzturm wurden hunderte Meter Seil angebracht, sie verliefen vom Obelisken bis zum Pyramidion und hinunter auf den Platz. Über ein Flaschenzugsystem und Winden wurde die schwere Last von Pferden und Menschen gezogen.

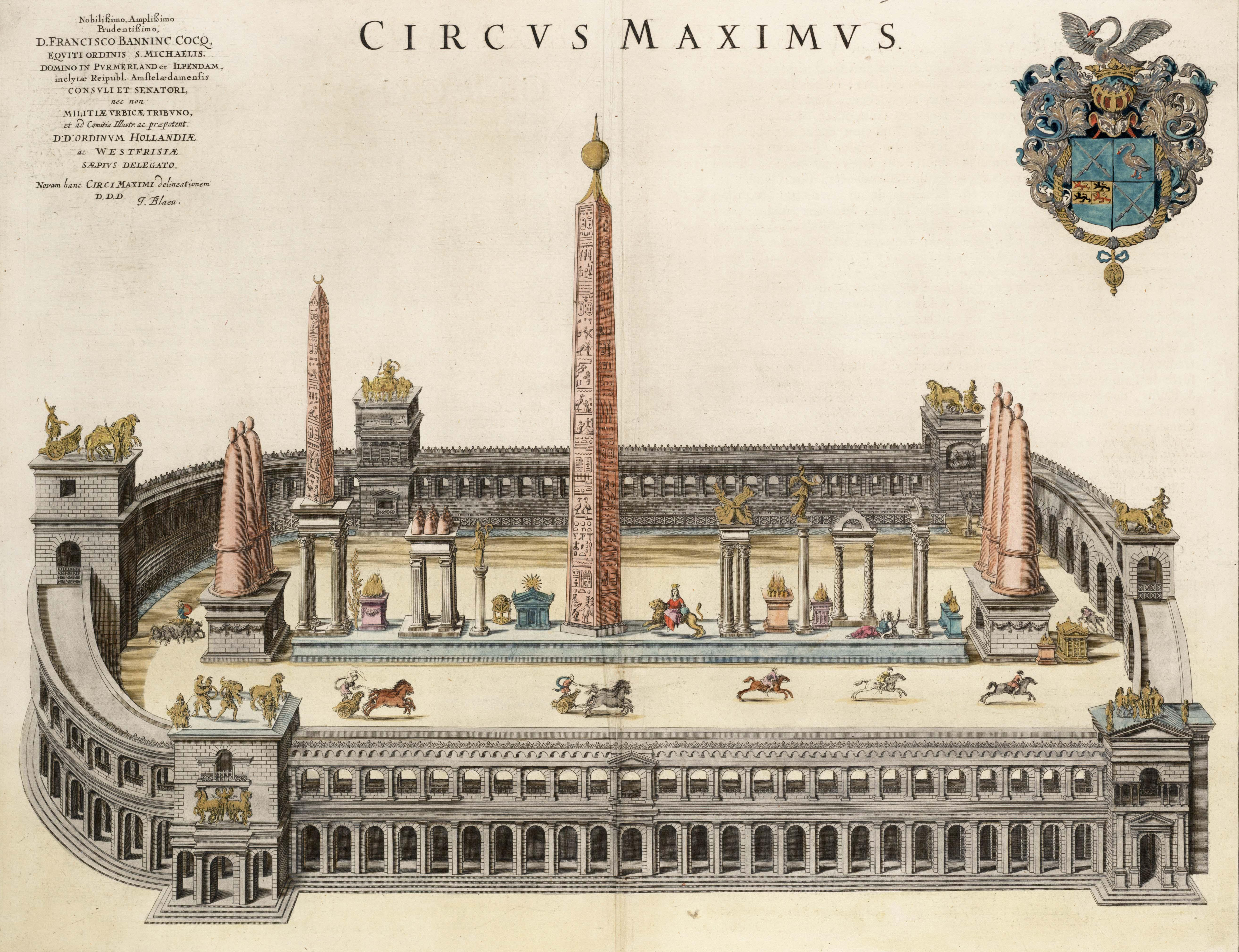
Circus Maximus

Vermutlich waren mehr als tausend Männer an dem Geschehen beteiligt. Um Struktur in den Prozess hinein zu bringen, ertönte ein Trompetensignal, sodass jeder wusste, was wann durchzuführen war. Die Aufstellung des Obelisken war ein enormes Risiko. Sofern die Seile reißen, wäre der aufwendig transportierte, wertvolle Obelisk entzwei gebrochen.
Im Jahr 64 n. Chr. brach im Circus Maximus ein großes Feuer am unteren Ende der Wagenbahn aus, das dazu führte, dass letztlich ein Großteil Roms niederbrannte. Der flaminische Obelisk hielt dem Feuer stand. Bei einer der Invasionen durch germanische Stämme auf das römische Imperium wurde der Obelisk zerstört und zerbrach in drei Teile. Als Beutegut wurde er bei den Überfällen zwischen 410 n. Chr. und 455 n. Chr. nicht gesehen. Der Grund dafür war die Zerstörung und der weitere Zerfall des Obelisken. Dem folgend wurde der Obelisk für eine sehr lange Zeit von Schutt, Erde und Abfällen zugedeckt und zunächst vergessen.

## Wiederentdeckung und Neuaufstellung in der Neuzeit

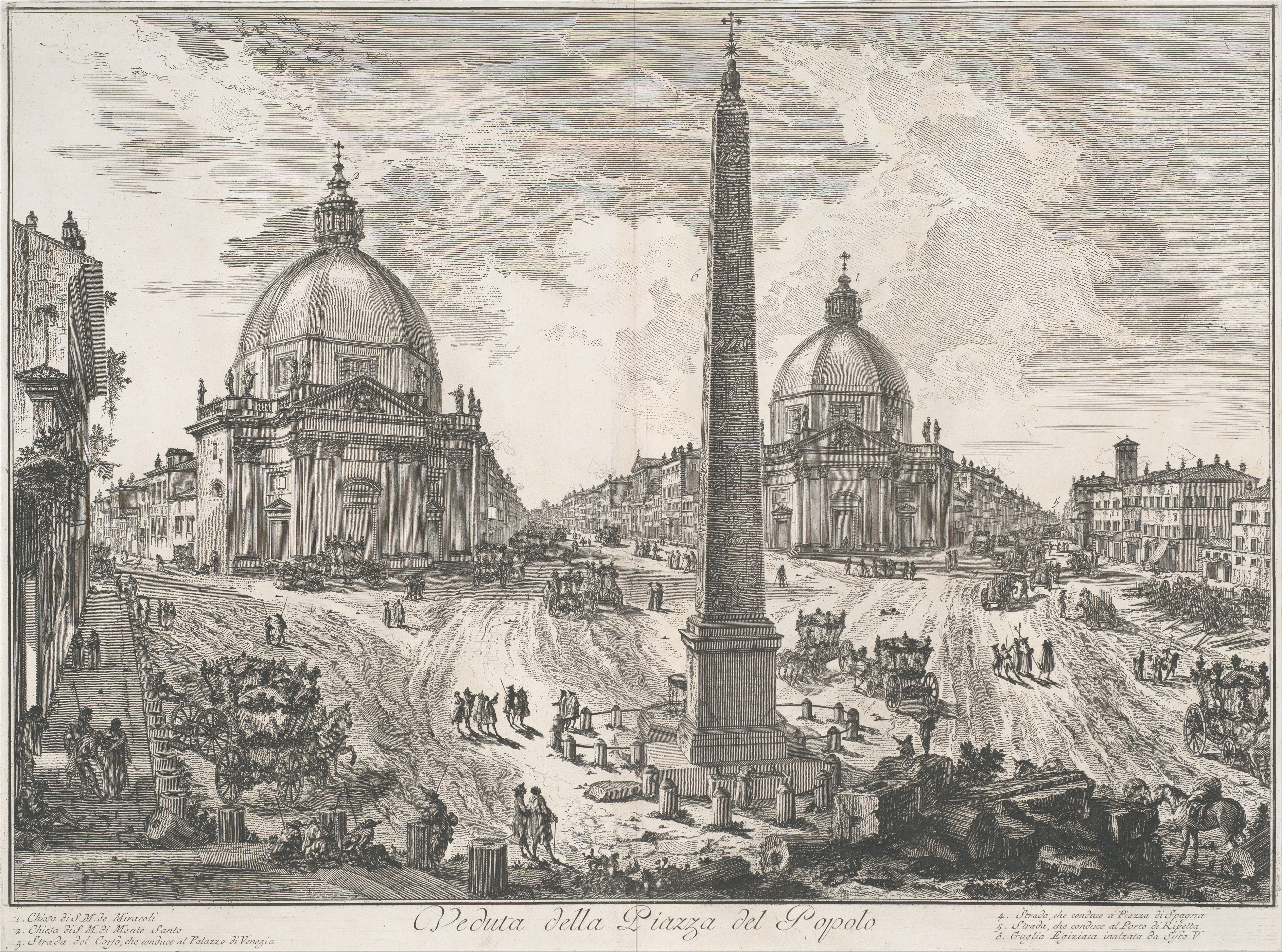
Piazza del Popolo

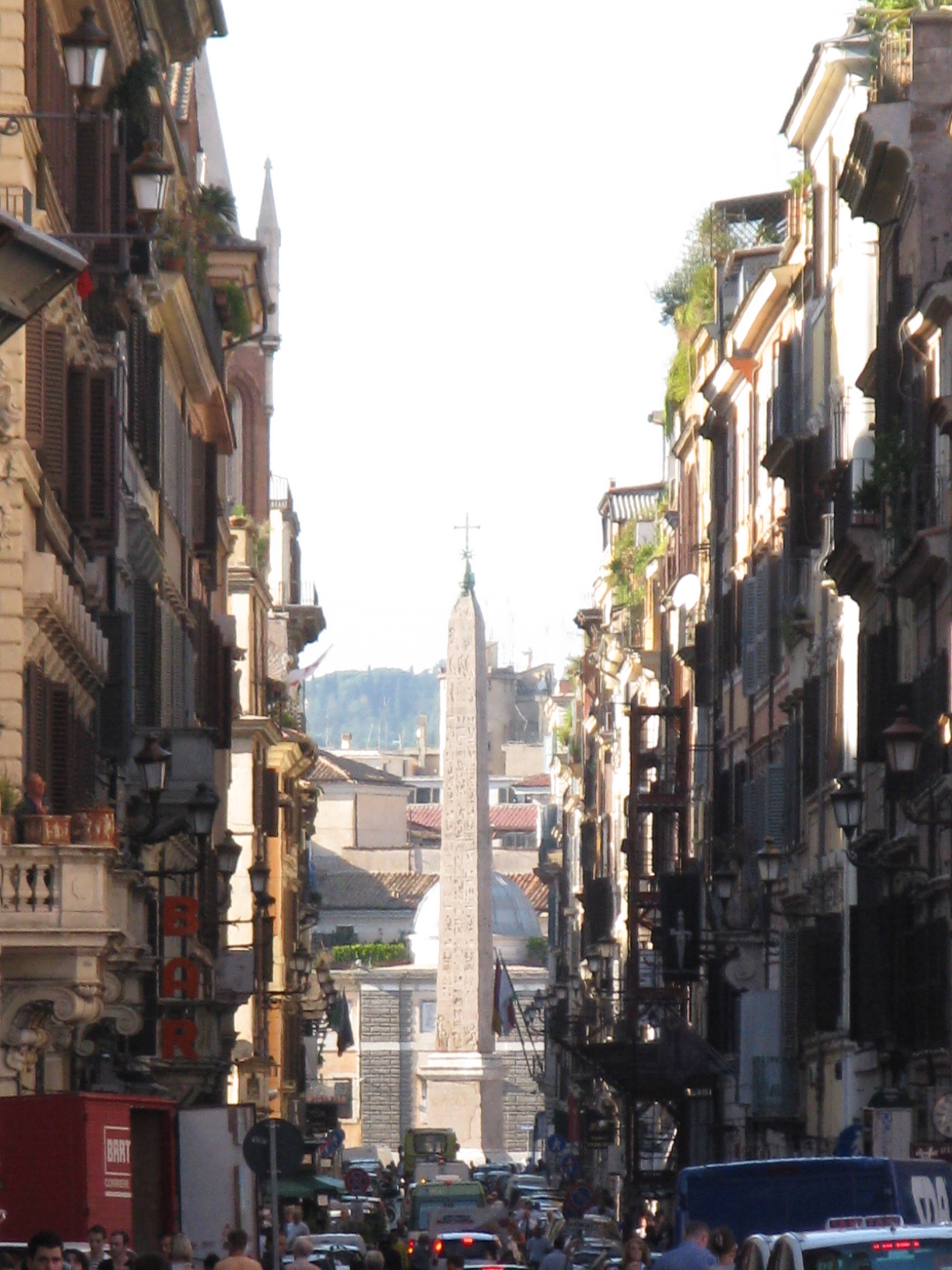
Obelisco Flaminio, Rom

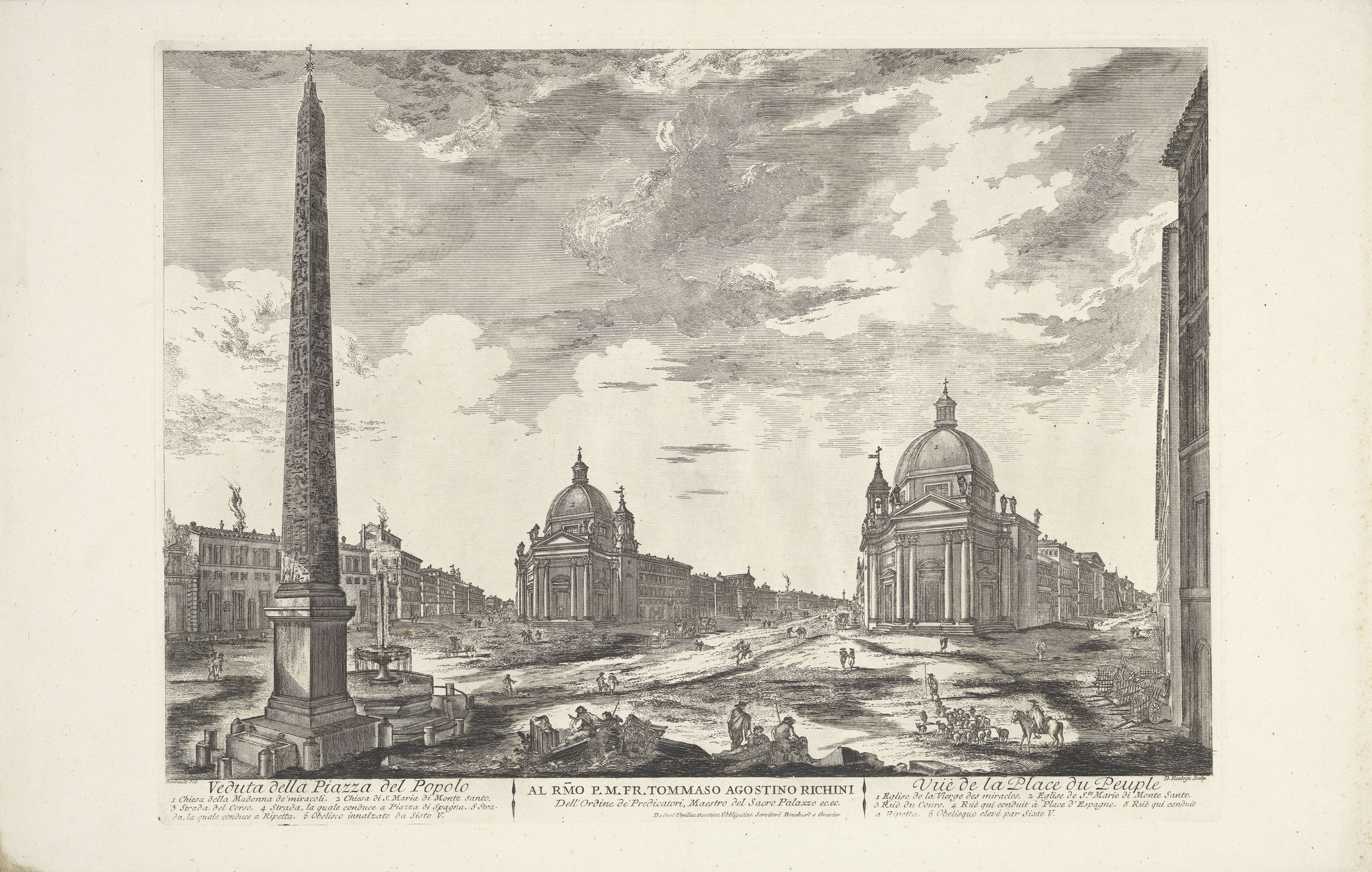
Obelisco Flaminio, Piazza del Popolo

Nach der langen Pause der Vergessenheit wurde der Obelisk 1471 von dem Architekten Leon Battista Alberti bei Bauarbeiten auf der Piazza Navona wiederentdeckt und ausgegraben. Alberti erwog mehrere Alternativen, was mit dem flaminischen Obelisken geschehen könnte, die jedoch alle nicht zur Ausführung kamen.
Erst in der späten Renaissance erhielten die Obelisken in Rom durch die Päpste wieder neue Aufmerksamkeit. Im Auftrag von Papst Sixtus´V. wurde der flaminische Obelisk restauriert und durch seinen Architekten Domenico Fontana (1543–1607) 1589 in der Mitte der Piazza del Popolo, wo er sich heute befindet, neu errichtet. Fontana war ebenfalls ein italienischer Architekt, welcher unter anderem in Rom tätig war. Papst Sixtus´V. (1521–1590) entwickelte bemerkenswerte Ideen für die Architektur der Stadt Rom. Er wollte Rom mit mehreren Knotenpunkten über die ganze Stadt verteilt zusammenschließen und ein Stadtsystem bilden. Der flaminische Obelisk sollte ein wichtiger Teil dieses Systems werden. Unter anderem war auch die alte Via Flaminia (die heutige Via del Corso) Teil des Ganzen.
Der Umzug vom Circus Maximus zur Piazza del Popolo erfolgte vermutlich mit demselben Verfahren wie bei seiner erstmaligen Aufstellung in Rom in der Antike. Es wurden mehr als eintausend Arbeiter benötigt und der Transport stellte erneut ein enormes Risiko für Sixtus V. dar. Er wollte durch die von ihm aufgestellten Obelisken beweisen, dass Rom sich von den zu der Zeit schweren Krisen durch das Aufkommen des Protestantismus erholt hat. Im ganzen Namen der katholischen Kirche waren die Obelisken ein Zeichen.
In weiteren Schritten wurde nach dem Tod von Sixtus dem V. im Jahre 1590 das Stadtsystem weiter geführt. Der im Norden stehende flaminische Obelisk wurde von mehreren Strukturen umgeben und bildete die Spitze eines Kreuzsystems. Ursprünglich sollte der Obelisk nach diesem System den Endpunkt der nach dem Papst benannten Via Sistina markieren, jedoch wurde ihr Schlussstück bis zur Piazza del Popolo nicht mehr gebaut.
Papst Alexander VII. zögerte ebenfalls nicht, am Obelisken seine Dynastie ins rechte Licht zu rücken und ließ unter dem bronzenen Kreuz an der Spitze des Obelisken seine Familiensymbole, einen Berggipfel und einen Stern, anbringen.
In den Jahren von 1811 bis 1822 gestaltete der italienische Architekt Giuseppe Valadier (1762–1839) die Piazza del Popolo um. Seitdem existiert sie in ihrer von ihm errichteten neoklassizistischen Form. Dies geschah im Auftrag von Papst Leo´XII. (1760–1829). Giuseppe Valadier war ein italienischer Architekt, Städtebauer, Archäologe und Goldschmied. Valadier begann 1813 mit einer gesamten Neugestaltung und Auffrischung der Piazza del Popolo. Er setzte alle Monumente der Piazza del Popolo in Bezug zueinander und schaffte eine Harmonie und Einheit. Die Piazza del Popolo wurde durch ihn ein gesamtes bemerkenswertes Werk. Giuseppe Valadier fügte außerdem in seinem Umbau des Platzes die vier Löwen, die den Obelisken mit einem Brunnen umschließen, hinzu. Mit Absicht erbaute er die 4 Löwen im ägyptischen Stil, um an die Herkunft des Obelisken und die damaligen Machtverhältnisse und Eroberungen Roms zu erinnern. Die Löwen des alten Ägypten erinnern an das Sinnbild von Macht und die Mut eines Kriegers. Weiterhin an die Gefahr und den Schutz sowie an einen gehobenen Lebensstand.

## Partnerobelisk
Der Obelisk Flaminio hat einen identischen Partner, den sogenannten Obelisco di Montecitorio oder Obelisco Solare. In Heliopolis wurde der Obelisk von Pharao Psammetich´II. um 595 v. Chr. anlässlich seiner Thronbesteigung aufgestellt. Der Obelisk Montecitorio wurde ebenfalls im Auftrag von Augustus 10 v. Chr. nach Rom gebracht, er hatte denselben Weg bis in die Stadt Rom und einen identischen Aufstellungsprozess wie der Obelisk Flaminio. In Rom standen die beiden Obelisken jedoch nicht mehr zusammen. Augustus ließ ihn zunächst auf dem Marsfeld aufstellen, wo er als Gnomon für das Solarium Augusti, einen überdimensionalen Mittagsweiser, diente. Also eine Art Uhr, welche den höchsten Stand der Sonne, also die Mittagszeit, anzeigte.
Der Obelisk Montecitorio befindet sich heute ebenfalls inmitten der Altstadt Roms, rund 300 m westlich des Trevi-Brunnens und 300 m nördlich des Pantheons. Er wurde 1748 unter Papst Benedikt XIV. hinter dem Palazzo Montecitorio wiederentdeckt, dies berichtet eine der Inschriften. Die Piazza di Montecitario ist ein Platz in Rom, welcher nach einem kleinen Hügel Roms benannt wurde. Der Obelisk di Montecitorio steht vor der italienischen Abgeordnetenkammer, der Palazzo Montecitorio.
Der Obelisk ist zu früherer Zeit in 5 Teile, nicht wie der Obelisk Flaminio in drei Teile, zerbrochen. Sein ursprünglicher Sockel sowie die Teile des Obelisken wurden 1748 ausgegraben. Er wurde ca. 40 Jahre später von Papst Pius VI. erneut entdeckt und er ließ den Obelisken im Auftrag wieder zusammensetzen. Pius´VI. ließ ausdrücklich in den Inschriften erwähnen, dass Benedikt XIV. den Obelisken unbeachtet liegen ließ. Erst 1792 wurde er dann unter Pius´VI., unter Verwendung der Materialien der zerstörten Ehrensäule, renoviert. Der Obelisk wurde im Gegensatz zu seinem Partnerobelisken Flaminio somit erst 200 Jahre später an seinen heutigen Standort der Piazza di Montecitario gebracht.